# Deutsche Poolbillard-Meisterschaft 2008 (Ladies)
Die Deutsche Poolbillard-Meisterschaft 2008 war die achte Austragung zur Ermittlung der nationalen Meistertitel der Ladies (Ü-40-Seniorinnen) in der Billardvariante Poolbillard. Sie wurde im Rahmen der Deutschen Billard-Meisterschaft in der Wandelhalle in Bad Wildungen ausgetragen.
Es wurden die Deutschen Meisterinnen in den Disziplinen 14/1 endlos, 8-Ball, 9-Ball und 8-Ball-Pokal ermittelt.

## Medaillengewinner
| Disziplin    | Gold                                   | Silber                                 | Bronze                              | Bronze                                 |
| ------------ | -------------------------------------- | -------------------------------------- | ----------------------------------- | -------------------------------------- |
| 14/1 endlos  | Sylvia Buschhüter (BSC Ingolstadt)     | Klara Lensing (1. PBC Rot-Gelb Aachen) | Martina Bund (PSG Köln)             | Eveline Koblitz (PBC Kreuzberg)        |
| 8-Ball       | Birgit Reimann (Bremen 1860)           | Cornelia Pauritsch (PBC Lindenhorst)   | Sylvia Buschhüter (BSC Ingolstadt)  | Klara Lensing (1. PBC Rot-Gelb Aachen) |
| 9-Ball       | Sylvia Buschhüter (BSC Ingolstadt)     | Klara Lensing (1. PBC Rot-Gelb Aachen) | Alexandra Hoffmann (BSC Ingolstadt) | Petra Sannwald (PB Feuerbach)          |
| 8-Ball-Pokal | Klara Lensing (1. PBC Rot-Gelb Aachen) | Illa Weberstetter (BSC Ingolstadt)     | Sylvia Buschhüter (BSC Ingolstadt)  | Karin Bogs (BF Duisburg)               |

## Wettbewerbe

### 14/1 endlos
| Platz | Spieler            | Verein                 |
| ----- | ------------------ | ---------------------- |
| 1     | Sylvia Buschhüter  | BSC Ingolstadt         |
| 2     | Klara Lensing      | 1. PBC Rot-Gelb Aachen |
| 3     | Martina Bund       | PSG Köln               |
| 3     | Eveline Koblitz    | PBC Kreuzberg          |
| 5     | Silvia Althaus     | PBC Karben             |
| 5     | Karin Bogs         | BF Duisburg            |
| 7     | Cornelia Pauritsch | PBC Lindenhorst        |
| 7     | Silke Brand        | PB Feuerbach           |
| 9     | Birgit Reimann     | Bremen 1860            |
| 9     | Melanie Brüsseler  | BC Colours Benrath     |
| 9     | Bettina Jäger      | BF Mühlhausen 1971     |
| 9     | Elisabeth Bins     | BSC Lappentascherhof   |
| 13    | Petra Sannwald     | PB Feuerbach           |
| 13    | Silke Mahlfeld     | PBV Anderten           |
| 13    | Ursula Stüven      | BC Mölln               |
| 13    | Silvia Rotenburg   | PBF Karambolage Alzey  |

### 8-Ball
| Platz | Spieler                | Verein                       |
| ----- | ---------------------- | ---------------------------- |
| 1     | Birgit Reimann         | Bremen 1860                  |
| 2     | Cornelia Pauritsch     | PBC Lindenhorst              |
| 3     | Sylvia Buschhüter      | BSC Ingolstadt               |
| 3     | Klara Lensing          | 1. PBC Rot-Gelb Aachen       |
| 5     | Silvia Althaus         | PBC Karben                   |
| 5     | Illa Weberstetter      | BSC Ingolstadt               |
| 7     | Brigitte Ganze         | BC Schwarze Acht Berlin      |
| 7     | Alexandra Hoffmann     | BSC Ingolstadt               |
| 9     | Bettina Jäger          | BF Mühlhausen 1971           |
| 9     | Petra Sannwald         | PB Feuerbach                 |
| 9     | Silke Mahlfeld         | PBV Anderten                 |
| 9     | Martina Bund           | Rösrather Billard Club 2002  |
| 13    | Walburga Lippke        | RSV "Fortuna" Kaltennordheim |
| 13    | Claudia Martens-Manske | BU Mönchengladbach/Kempen    |
| 13    | Elisabeth Bins         | BSV Lappentascherhof         |
| 13    | Monika Jarecki         | Hamburg Flames               |

### 9-Ball
| Platz | Spieler                | Verein                       |
| ----- | ---------------------- | ---------------------------- |
| 1     | Sylvia Buschhüter      | BSC Ingolstadt               |
| 2     | Klara Lensing          | 1. PBC Rot-Gelb Aachen       |
| 3     | Alexandra Hoffmann     | BSC Ingolstadt               |
| 3     | Petra Sannwald         | PB Feuerbach                 |
| 5     | Claudia Martens-Manske | BU Mönchengladbach/Kempen    |
| 5     | Karin Bogs             | BF Duisburg                  |
| 7     | Hildegard Kasper       | PBC Schwerte 87              |
| 7     | Birgit Reimann         | Bremen 1860                  |
| 9     | Martina Bund           | Rösrather Billard Club 2002  |
| 9     | Monika Jarecki         | Hamburg Flames               |
| 9     | Corina Freitag         | PBC Phoenix Büttelborn       |
| 9     | Brigitte Ganze         | BC Schwarze Acht Berlin      |
| 13    | Cornelia Pauritsch     | PBC Lindenhorst              |
| 13    | Bettina Jäger          | BF Mühlhausen 1971           |
| 13    | Elisabeth Bins         | BSC Lappentascherhof         |
| 13    | Walburga Lippke        | RSV "Fortuna" Kaltennordheim |